# Axel Svensson (idrottsledare)
Axel Edvard Svensson, född 29 maj 1882 i Nässjö, död 9 oktober 1926 i Göteborg, var en svensk idrottsprofil och ordförande för Gais åren 1910–1923.
Svensson, som hade varit medlem i Gais sedan sekelskiftet och hade haft vissa framgångar i brottning för klubben, tog som ordförande över en klubb som lämnats vind för våg och åren 1907–1908 inte hade haft några bokförda aktiviteter. Svensson ansåg om Göteborgskonkurrenterna: "Nu skall vi jobba försiktigt och utan åthävor. Det finns ingen glädje i stora, förnedrande förluster mot till exempel ÖIS och IFK. Dessa lag skall vi inte möta förrän vi själva är väl tränade och har nått stabilitet.
Gais spelade därför 1909 för första gången matcher utanför Göteborg och slog på bortaplan IFK Uddevalla med 3–0. På Gais initiativ startades 1912 dessutom västsvenska fotbollsserien, och samma år anmälde man sig för första gången till svenska mästerskapet. Svenssons idoga och långsiktiga arbete låg bakom Gais resa från kvartersklubb till svenska mästare 1919 och 1922. I Gais egna led har man menat: "Hade inte Axel Svensson funnits så hade antagligen inte grönsvart existerat heller."
Axel Svensson är begravd på Örgryte nya kyrkogård.